# Til Schweiger
Tilman Valentin Schweiger (Freiburg im Breisgau, 19 december 1963) is een Duits acteur en regisseur. Hij werd bij de European Film Awards 2008 genomineerd voor de publieksprijs voor de Duitse film Keinohrhasen, waarvoor hij onder meer een Bayerischer Filmpreis daadwerkelijk won.
Het grootste gedeelte van Schweigers cv bestaat uit Duitstalige rollen in Duitse films. Niettemin verschijnt hij ook met regelmaat in Amerikaanse en/of Engelsgesproken titels. Zo speelt hij in onder meer The Replacement Killers (1998) als Ryker, in Judas Kiss (1998 film) als Ruben Rubenbauer, in racefilm Driven (2001) als Sylvester Stallones grote rivaal Beau Brandenburg, in Lara Croft Tomb Raider: The Cradle of Life (2003) naast Angelina Jolie als Sean en in Inglourious Basterds (2009) als de Duitse nazi-jager en 'basterd' Hugo Stiglitz.

## Privé
Schweiger trouwde in 1995 met de vijf jaar jongere Amerikaanse Dana Carlsen. Samen kregen zij zoon Valentin (1995) en dochters Luna (1997), Lilli (1998) en Emma (2002). Schweiger is samen met alle vier zijn kinderen te zien in Keinohrhasen (2007). Hij produceert ook commercials met zijn dochters sinds 2013. (Watchever, VHV)

## Filmografie

### Als acteur
- 1990-1992: Lindenstraße (televisieserie, 145 afleveringen)
- 1991: Manta, Manta
- 1993: Ebbies Bluff
- 1994: ABS serienmäßig - Kondome schützen
- 1994: Der bewegte Mann
- 1994-1996: Die Kommissarin (televisieserie, 26 afleveringen)
- 1995: Polizeiruf 110 - Schwelbrand
- 1995: Bunte Hunde
- 1996: Adrenalin
- 1996: Das Superweib
- 1996: Männerpension
- 1996: Das Mädchen Rosemarie
- 1996: Die Halbstarken (televisiefilm)
- 1997: Bandyta
- 1997: Knockin' on Heaven's Door
- 1998: Der Eisbär
- 1998: Judas Kiss (1998 film)
- 1998: SLC Punk!
- 1998: The Replacement Killers
- 1999: Bang Boom Bang - Ein todsicheres Ding
- 1999: Der grosse Bagarozy
- 2000: Jetzt oder nie - Zeit ist Geld
- 2000: Magicians
- 2001: Driven
- 2001: Investigating Sex
- 2001: Was tun, wenn's brennt?
- 2001: Auf Herz und Nieren
- 2002: Joe & Max
- 2003: Lara Croft Tomb Raider: The Cradle of Life
- 2004: U-Boat
- 2004: (T)Raumschiff Surprise – Periode 1
- 2004: Agnes und seine Brüder
- 2004: In Enemy Hands
- 2004: King Arthur
- 2004: Les Daltons
- 2005: Barfuss
- 2005: Deuce Bigalow: European Gigolo
- 2006: Bye Bye Harry!
- 2006: Oh, wie schön ist Panama (stem)
- 2006: One Way
- 2006: Wo ist Fred?
- 2007: Already Dead
- 2007: Body Armour
- 2007: Keinohrhasen
- 2007: Video Kings
- 2007: Pastewka (televisieserie, gastrol)
- 2008: Der rote Baron
- 2008: Far Cry
- 2008: 1½ Ritter - Auf der Suche nach der hinreißenden Herzelinde
- 2009: Inglourious Basterds
- 2009: Männerherzen
- 2009: Phantomschmerz
- 2009: Zweiohrküken
- 2010: Wir müssen reden! (televisieserie)
- 2011: Das Traumschiff (televisieserie)
- 2011: Männerherzen … und die ganz ganz große Liebe
- 2011: New Year's eve
- 2011: Kokowääh
- 2011: The Three Musketeers
- 2012: The Courier
- 2012: Schutzengel
- 2012: This Means War
- 2013: The Necessary Death of Charlie Countryman
- 2013: Kokowääh 2
- 2013: Tatort - Willkommen in Hamburg
- 2014: Tatort - Kopfgeld
- 2014: Muppets Most Wanted
- 2014: Honig im Kopf
- 2016: Tatort - Der große Schmerz
- 2016: Tatort - Fegefeuer
- 2016: Tschiller - Off Duty
- 2016: Conni & Co
- 2016: Unsere Zeit ist jetzt
- 2016: Vier gegen die Bank
- 2017: Atomic Blonde
- 2017: Bullyparade - Der Film (cameo)
- 2018: Hot Dog
- 2018: Klassentreffen 1.0
- 2020: Tatort: Tschill Out
- 2020: Die Hochzeit
- 2020: Gott, du kannst ein Arsch sein!
- 2020: Schweinsteiger Memories: Von Anfang bis Legende
- 2021: Die Rettung der uns bekannten Welt
- 2022: Medieval
- 2022: Lieber Kurt
- 2023: Manta Manta – Zwoter Teil
- 2023: Das Beste kommt noch!

### Als regisseur
- 1998: Der Eisbär
- 2001: Auf Herz und Nieren
- 2005: Barfuss
- 2007: Keinohrhasen
- 2008: 1 1/2 Ritter - Auf der Suche nach der hinreißenden Herzelinde
- 2012: Schutzengel

- 2009: Zweiohrküken
- 2011: Kokowääh
- 2013: Kokowääh 2
- 2013: Keinohrhase und Zweiohrküken
- 2014: Honig im Kopf
- 2017: Conni & Co 2 – Das Geheimnis des T-Rex
- 2018: Klassentreffen 1.0
- 2018: Head Full of Honey
- 2019: Berlin, I Love You
- 2020: Die Hochzeit
- 2021: Die Rettung der uns bekannten Welt
- 2022: Lieber Kurt
- 2023: Manta Manta – Zwoter Teil
- 2023: Das Beste kommt noch!
- 2024: The Ministry of ungentlemanly Warfare

### Als producent
- 1997: Knockin’ on Heaven’s Door
- 1998: Der Eisbär (co-producent)
- 2000: Jetzt oder nie – Zeit ist Geld
- 2001: Auf Herz und Nieren
- 2004: Erbsen auf halb 6 (co-producent)
- 2005: Barfuss
- 2006: One Way
- 2007: Keinohrhasen
- 2007: Rache – Vergeltung hat ihren Preis
- 2008: 1½ Ritter – Auf der Suche nach der hinreißenden Herzelinde
- 2009: Phantomschmerz (co-producent)
- 2009: Wüstenblume (co-producent)
- 2009: Zweiohrküken
- 2011: Kokowääh
- 2012: Schutzengel
- 2013: Kokowääh 2
- 2013: Großstadtklein
- 2013: Keinohrhase und Zweiohrküken
- 2014: Nicht mein Tag (co-producent)
- 2014: Honig im Kopf
- 2016: Conni & Co (co-producent)
- 2016: Unsere Zeit ist jetzt
- 2018: Klassentreffen 1.0
- 2020: Die Hochzeit
- 2020: Schweinsteiger Memories: Von Anfang bis Legende
- 2022: Lieber Kurt

### Als scenarioschrijver
- 1997: Knockin’ on Heaven’s Door – in samenwerking met Thomas Jahn
- 2005: Barfuss
- 2007: Keinohrhasen
- 2009: Zweiohrküken
- 2011: Kokowääh
- 2012: Schutzengel
- 2013: Kokowääh 2
- 2014: Honig im Kopf
- 2018: Klassentreffen 1.0
- 2018: Head Full of Honey
- 2020: Die Hochzeit – samen met Lo Malinke
- 2022: Lieber Kurt – samen met Sarah Kuttner
- 2023: Manta Manta – Zwoter Teil

### Als synchroonspreker
- 1990: Troll 2 (als Drew)
- 1997: Disney’s Hercules (als Hercules)
- 2006: Oh, wie schön ist Panama (als Kleiner Tiger)
- 2013: Keinohrhase und Zweiohrküken (als Keinohrhase)
- 2015: Der kleine Prinz (als Prinz)